# Chloe Coleman
Chloe Coleman (Los Angeles, 23 november 2008) is een Amerikaans actrice.

## Biografie
Chloe Coleman werd in 2008 geboren in Los Angeles. Haar vader is cameraman en haar moeder televisieproducent. Ze heeft Afro-Amerikaanse afkomst via haar vader en Tsjechische en Engelse afkomst via haar moeder.
Coleman maakte haar acteerdebuut op vijfjarige leeftijd in een aflevering van de Fox-televisieserie Glee in 2013. Ze werd in januari 2016 gecast in de HBO-serie Big Little Lies, waarin ze de dochter speelde van de personages gespeeld door Zoë Kravitz en James Tupper. Ze werd in 2019 samen met de cast genomineerd voor de Screen Actors Guild Award voor een uitstekende prestatie door een ensemble in een dramaserie. In oktober 2018 werd Chloe gecast om naast Dave Bautista te spelen in My Spy. In 2019 werd ze gecast in meerdere films en werd ze vermeld als onderdeel van de cast voor James Cameron's Avatar: The Way of Water. Ze begon te verschijnen in een terugkerende rol in de televisieserie Upload in 2020. In 2023 speelde ze tegenover Adam Driver in 65, met Chris Pine in de fantasy-avonturenfilm Dungeons & Dragons: Honor Among Thieves en in Pain Hustlers naast Emily Blunt en Chris Evans. In 2024 hernam ze haar rol als Sophie in My Spy: The Eternal City.

## Filmografie

### Films
- 2024: My Spy: The Eternal City - als Sophie
- 2023: 65 - als Nevine
- 2023: Dungeons & Dragons: Honor Among Thieves - als Kira Darvis
- 2023: Pain Hustlers - als Phoebe
- 2022: Marry Me - als Lou
- 2022: Avatar: The Way of Water - als de jonge Lo'ak te Suli Tsyeyk'itan
- 2021: Gunpowder Milkshake - als Emily
- 2020: My Spy - als Sophie
- 2020: Timmy Failure: Mistakes Were Made - als Molly Moskins

### Televisie
- 2021: Adventure Time: Distant Lands - als Cadebra (stem)
- 2020: Upload - als Nevaeh (8 afleveringen)
- 2020-2021: Kinderwood - als Fifi (stem, 30 afleveringen)
- 2020: The Resident - als Lucy Williams
- 2019; 2021: Puppy Dog Pals - als Monet, Cubby (stem)
- 2017-2019: Big Little Lies - als Skye Carlson (14 afleveringen)
- 2017: Superstore - als Zoe
- 2016; 2017: Henry Danger - als bang kind #2/Liz (2 afleveringen)
- 2016: Animals - als kind #1 (stem)
- 2013: Glee - als jonge danseres